# Alexandre-Jacques Chantron

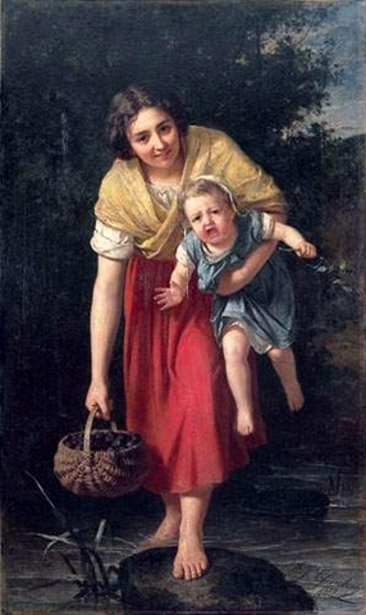
Junge Mutter mit ihrem Kind

Alexandre-Jacques Chantron (* 28. Januar 1842 in Nantes; † 3. Januar 1918 ebenda) war ein französischer Porträt-, Stillleben- und Aktmaler sowie Fotograf.
Chantron studierte an der École des beaux-arts de Paris bei François-Édouard Picot, Tony Robert-Fleury und William-Adolphe Bouguereau. Nach dem Studium kam er nach Nantes zurück und blieb dort lebenslang tätig.
In der ersten Schaffensperiode malte er vorwiegend Porträts und Stillleben. Später begann er Aktstudien nach Art von Bouguereau zu malen. Chantron experimentierte auch mit der Fotografie.
Er stellte seine Werke ab 1877 auf dem Salon de Paris aus, erhielt 1893 eine ehrenvolle Erwähnung, 1899 eine Medaille der dritten Klasse und 1902 eine Medaille der zweiten Klasse.